# ميخائيل ألان (لاعب كرة قدم أمريكية)
ميخائيل ألان (بالإنجليزية: Michael Allan)‏ هو لاعب كرة قدم أمريكية أمريكي، ولد في 8 سبتمبر 1983 في بالفيو في الولايات المتحدة.

## وصلات خارجية
- ميخائيل ألان على موقع JustSportsStats.com (الإنجليزية)